# نووترویتسکویه (شهرستان میشکینسکی، باشقیرستان)
نووترویتسکویه (انگلیسی: Novotroitskoye, Mishkinsky District, Republic of Bashkortostan) یک شهرک در شهرستان میشکینسکی استان باشقیرستان کشور روسیه است.